# 馨子内親王
馨子内親王（けいし（かおるこ）ないしんのう、長元2年2月2日（1029年2月17日） - 寛治7年9月4日（1093年9月26日））は、平安時代中後期の皇族、中宮。第68代後一条天皇第2皇女。母は中宮藤原威子。賀茂斎院。後三条天皇の中宮。号西院皇后。同母姉に章子内親王（後冷泉天皇中宮）。

## 生涯
姉の章子内親王に続いての皇女であったため、馨子内親王の誕生に際して皇子を期待していた宮中の反応は冷ややかなものだったという。長元4年（1031年）10月29日着袴、二品に叙される。同年12月16日、3歳で賀茂斎院に卜定され、同日准三宮となった。母后威子は馨子内親王を特に可愛がり、斎院にも時折行啓した。
その後は、姉と共に祖母（伯母でもある）上東門院彰子に引き取られて養育された。永承6年（1051年）、23歳で18歳の皇太子尊仁親王（のちの後三条天皇）に入内。これも上東門院の意向だったが、尊仁親王とその生母禎子内親王は先帝後朱雀天皇の時代から藤原頼通らと対立しており、馨子内親王の入内もその溝を埋めることはかなわなかった。また尊仁親王には添伏として入内した御息所藤原茂子（藤原能信養女）がおり、馨子内親王の入内は茂子が第一子を出産後間もなくだったが、その後も尊仁親王と茂子の間には合計1皇子4皇女が生まれ、さらに茂子の死後は源基子が尊仁親王の寵愛を受けて2皇子を産んでいる。後冷泉天皇に皇子誕生が見られず焦っていた頼通や上東門院は、摂関家と縁の深い内親王を東宮妃に入れることで打開を図ったと見られるが、馨子内親王には夭折した1皇子1皇女がいたきりだった。それでも『栄花物語』に「やん事なく心苦しく思ひ申させ給へり」とあるように、高貴な妃として大切にされたとみられる。
治暦4年（1068年）、後冷泉天皇が崩御し、後三条天皇が即位、それに伴い翌延久元年（1069年）中宮に冊立される。しかし母后禎子内親王が女院陽明門院となって天皇の後ろに控え、天皇の寵愛は女御源基子がもっぱらにしているのに対して、馨子内親王は正妃とはいえ皇女さえも持たない后であった。延久4年（1072年）後三条天皇譲位、翌同5年（1073年）病の後三条上皇と共に出家するがまもなく上皇は崩御。延久6年（1074年）皇后宮となり、西院で余生を送り「西院皇后」と呼ばれた。寛治7年（1093年）崩御。享年65。